# Eutelia costibrunnea
Eutelia costibrunnea là một loài bướm đêm trong họ Noctuidae.